# Amaury I. Jeruzalémský
Amaury I. Jeruzalémský (též Amalrich či Aimery, 1136 – 11. července 1174) byl hrabě z Jaffy a Askalonu a v letech 1162/1163–1174 jeruzalémský král.
Byl druhým synem krále Fulka z Anjou a Melisendy Jeruzalémské a mladším bratrem krále Balduina III., po jehož smrti nastoupil na jeruzalémský trůn. Amaury bývá popisován jako (na poměry rytíře) zavalitý, plavovlasý, nepříliš hovorný muž s intelektuálními zálibami, zejména v historii a právu. Byl blízkým přítelem jednoho z nejvýznamnějších kronikářů Jeruzalémského království Viléma z Tyru, který byl vychovatelem Amauryho dětí. Král je také autorem jedné z nejvýznamnějších právních sbírek Jeruzalémského království Assises sur la ligèce. Jeho vláda byla především vyplněna dobyvačnými válkami do Egypta, o jehož strategickém významu a nutnosti jeho dobytí byl král Amaury skálopevně přesvědčen.

## Mládí
Po smrti krále Fulka roku 1143 připadl trůn společné vládě královny-vdovy Melisendy a korunního prince Balduina III., který však byl v té době stále nezletilý a jeho podíl na vládě byl jen formální. Když Balduin dosáhl zletilost, požadoval, aby mu matka postoupila vládu. Ta si však chtěla udržet podíl na moci, stejně jako jí dosazený královský konetábl Manassés de Hierges. Království proto bylo rozděleno na sféry vlivu, Balduin ovládal severní část v Galileou, zatímco Melisenda si podržela Judsko na jihu. Amuary tehdy z královského majetku získal údělem Jaffské hrabství. Když dosáhl roku 1151 plnoletosti, přiklonil se na stranu své matky Melisendy. Balduin se zatím na severu chystal na válku a svržení Melisendy. Král následně vtrhl i s vojskem na jih a v Jeruzalémě v Davidově věži obklíčil Melisendu i s bratrem Amaurym. Zatímco Melisenda se musela vzdát vlády a konetábl Manassés musel odejít ze země, Amaury takto potrestán svým bratrem nebyl. Když roku 1153 jeruzalémští křižáci dobyli egyptské město Askalon, připojil ho Balduin III. k lénu svého bratra, které se od té doby nazývalo Hrabství Jaffa a Askalon.
V roce 1157 se Amaury oženil s dcerou Joscelina II. z Edessy Agnes, která, poté, co bylo Edesské hrabství dobyto ve čtyřicátých letech 12. století muslimy, i s celou edesskou hraběcí rodinnou žila v jeruzalémském exilu. Nicméně jeruzalémský patriarcha Fulcher měl proti manželství výhrady, neboť Amaury a Agnes měli společného předka Guye de Montlhéry. Oba proto se svatbou počkali, až Fulcher zemře. Agnes měla s Amaurym tři děti: Sibylu, Balduina (IV.) a Alix, která zemřela ještě v dětství.

## Nástup na trůn

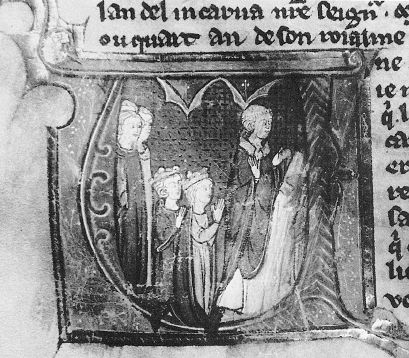
Svatba Amuryho I. s Marií Komnenovnou (Bibliothèque Municipale, Epinal)

Po smrti bezdětného krále Balduina III. roku 1162 (nebo 1163) přešel královský titul na Amauryho. Jeruzalémští baroni však nového krále donutili rozvést se s Agnes, protože ji nepovažovali za vhodnou manželku pro krále, ale Amauryho děti z tohoto svazku byly církví i velmoži uznány legitimními. Agnes dále získala Hrabství Jaffu a Askalon a Amaury nastoupil na trůn jako svobodný.

## Války s muslimskými sousedy
Křižácké státy byly od dob Balduina III. prakticky permanentně ve válce. Poté, co předchozí král s druhou křížovou výpravou zničil spojenectví s Damaškem, rozšířila se nepřátelská fronta tureckého vládce Núr ad-Dínaa, který Damašek ovládl. Království taktéž ztratilo vliv v severní Sýrii, když Byzantská říše vyhlásila svou svrchovanost nad Antiochijským knížectvím, i když byla říše zaměstnána na západě válkami se sicilskými Normany.
Hlavním cílem Amauryho vojenského zájmu se stal fátimovský Egypt, který se v té době zmítal v hlubokém politickém úpadku. Křižáci se o Egypt zajímali již od dob Godefroie z Bouillonu a Balduina I., kteří slíbili tehdejšímu jeruzalémskému patriarchovi Daimbertovi z Pisy, že pokud se podaří dobýt Káhiru, přenechají vládu nad Jeruzalémem církvi. Dobytí Askalonu Balduinem III. dalo najevo, že dobytí i celého Egypta je reálné.

### Tažení do Egypta

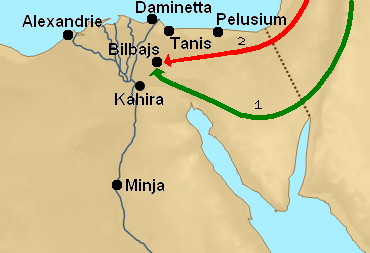
Schéma prvního tažení křižáků do Egypta
- Křižáci znázorněni červeně
- Turci znázorněni zeleně

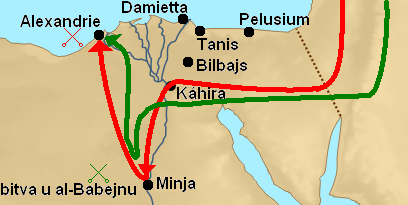
Schéma druhého egyptského tažení
- Křižáci znázorněni červeně
- Turci znázorněni zeleně

Svou první výpravu do Egypta vedl Amaury roku 1163 pod záminkou, že Fátimovci neplatí roční tribut, který platili králi Balduinovi. Vezír Dirghám, který se do vezírského postu dostal svržením vezíra Šávara, vytáhl křižákům naproti. Obě armády se setkali u Pelusia. Dirghám byl poražena a se zbytky vojsk ustoupil do Bilbajsu. Egypťané následně otevřeli nilské hráze, čímž se řeka vylila z břehů a zastavila křižácký postup. Amaury proto se obrátil na sever a vrátil se do Palestiny a sesazený vezír Šávar odešel do Sýrie, kde požádal Núr ad-Dína, aby mu pomohl získat vezírát zpět. Ten souhlasil a vyslal svého vojevůdce Asada ad-Dín Šírkúha do Egypta. Dirghám tentokrát požádal o pomoc křižáky, ale Šírkúh se Šávarem dorazili dříve, než Amaury mohl cokoliv podniknout a Dirghám byl zabit. Šávar byl prohlášen vezírem, ale Šírkúh zůstal i s vojskem v Egyptě, kde začal prosazovat vliv Núr ad-Dínův. Šávar se proto snažil Šírkúha zbavit, a požádal Jeruzalémské království o pomoc.
Roku 1164 se proto Amaury I. do Egypra vrátil a Šírkúhovu armádu obklíčil v pevnosti Bilbajs. Núr ad-Dín však vytáhl v severní Sýrii vytáhl proti křižáckým státům a u u Harimu zajal knížete Bohemunda z Antiochie a hraběte Raimonda z Tripolisu, čímž křižáky donutil přerušit obléhání a vrátit se na sever. Osvobozený Šírkúh se urychleně stáhl do Damašku.
V roce 1166 odeslal jeruzalémský král své zástupce do Konstantinopole, aby s byzantským císařem uzavřeli spojenectví. Císař byl alianci nakloněn a Amauryho oženil se svou neteří Marií z císařské dynastie Komnenovců. Ještě téhož roku se Amaury vypořádal s Núr ad-Dínovými nájezdy na křižácká území.
Roku 1167 vládce Mosulu, Aleppa a Damašku vyslal Šírkúha do Egypta znovu. Šávar se opět obrátili o na Jeruzalém a nabídl velké množství peněz za pomoc. Syřané i křižáci dorazili do Egypta téměř ve stejnou dobu. Šírkúh se utábořil v jižním Egyptě a Amaury se Šávarem vyrazili z Káhiry za ním. Šírkúh se dal na ústup na jih, kde se k křižáky utkal v nerozhodné bitvě. Poté se stočil na sever ke středozemnímu moři, kde obsadil Alexandrii. Křižáci ho okamžitě oblehli. Muslimové však v noci vyklouzli z města a hrozili, že vpadnou křižákům do zad. Nakonec však došlo ke smíru. Křižáci ponechali v Alexandrii malou posádku, které Egypťané měli platit tribut a jeruzalémské i turecké hlavní vojsko opustí Egypt.

### Spojenectví s Byzantským císařstvím

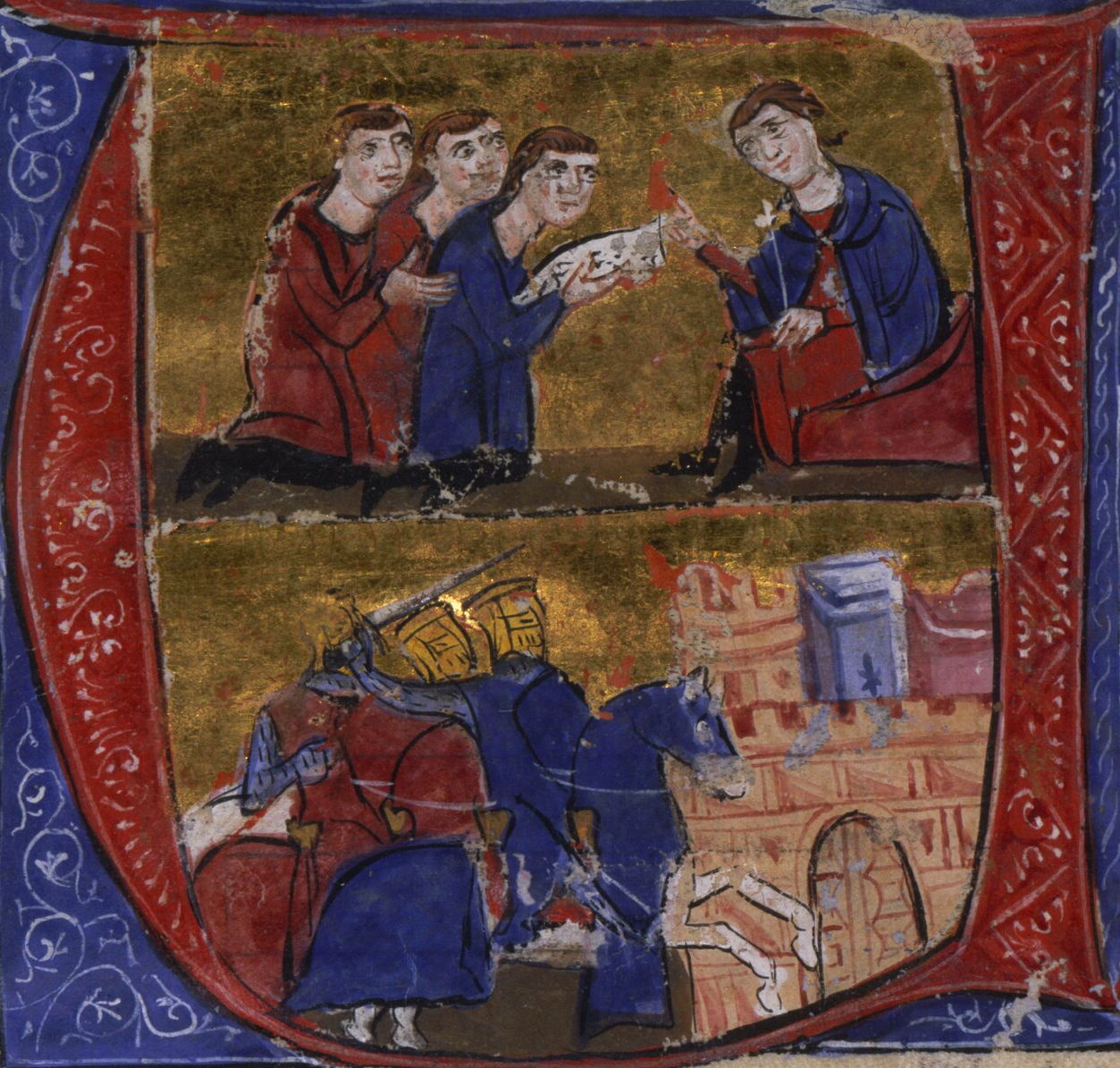
Nahoře: Jeruzalémští vyslanci v čele s králem Amaurym u císaře Manuela v Konstantinopoli
Dole: Útok křižáků na egyptské město Pelusium

Po svém návratu z Konstantinopole se v Tyru Amaury oženil s Marií Komnenovnou, čímž symbolicky stvrdil alianci obou zemí. Vyjednávání mezi Konstantinopolí a Jeruzalémem trvala dva roky a Amaury především naléhal na císaře, aby vrátil lenní svrchovanost nad Antiochií Jeruzalémskému království. Zatím vdova po Balduinovi III. a Mariina příbuzná Theodora uprchla se svým bratrancem Andronikem Komnenem z Akkonu do Damašku. Akkon se následně vrátil pod přímou královskou správu. Zhruba v té době král pověřil svého přítele, tyrského arciděkana Viléma z Tyru, aby sepsal dějiny Jeruzalémského království.
V roce 1168 Manuel s Amaurym dojednali společnou vojenskou výpravu proti fátimovskému Egyptu. Amaury do Konstantinopole opět vyslal své zástupce vedené Vilémem z Tyru, aby dohodu dotáhli do konce. Ačkoliv mír, který Amaury uzavřel se Šávarem, byl stále v platnosti, egyptský vezír nebyl schopen platit křižákům v Alexandrii vyjednaný tribut a to se stalo záminkou pro vojenský zásah. Královu invazi do Egypta horlivě podporoval rytířský řád johanitů, který se na ní aktivně účastnil, zatímco templáři odmítli mít s expedicí cokoliv společného. V říjnu netrpěliví křižáci, bez toho, že by čekali na byzantské posily, vtrhli do Egypta, oblehli a dobyli město Bilbajs. Obyvatelstvo město bylo povražděno. Poté Amaury vytáhl na Káhiru. Núr ad-Dín také zareagoval a vyslal znovu svého emíra Šírkúha do Egypta, který poté, co dorazil donutil Amauryho křižáky k ústupu do Palestiny.

### Obléhání Damietty
V lednu roku 1169 byl Šávar zavražděn a krátce na to byl otráven i Šírkúh, který se prohlásil egyptským vezírem. Do funkce vezíra poté káhirští aristokraté dosadili Šírkúhova synovce Saláh ad-Dína, o kterém se domnívali, že bude snadné ho ovládat. Avšak Saláh ad-Dín, kterému křižáci říkali Saladin, se chopil iniciativy a vtrhl na křižácké území, kde dobyl město Ejlat, čímž křižáky odřízl od přístupu k Rudému moři.

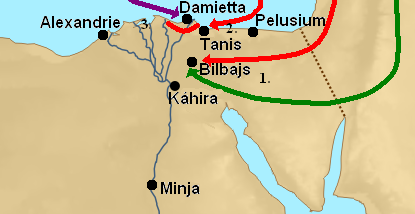
Schéma útoku na Damiettu
- Křižáci znázorněni červeně
- Turci znázorněni zeleně
- Byzantské loďstvo znázorněno fialově

Křižáci, kteří posledním tažením utrpěli těžké ztráty, museli nějaký čas doplňovat stav vojska. Na Kypru zatím kotvila velká byzantská flotila. Teprve v říjnu 1169 vyčkávání vyrazilo z Jeruzaléma vojsko vstříc Egyptu a byzantské lodě odrazily od kyperských břehů. Spojená vojska vzala útokem egyptskou Damiettu. Obléhání však nebylo koordinované, Egypťané navíc dokázali přehradit Nil, takže se flotila, která po dlouhé době na Kypru spotřebovala většinu zásob, nedostala až k městu. Když v zimě přišly deště, které tábor obléhatelů změnili v bahniště, Amaury dal rozkaz k ústupu a byzantské loďstvo nezůstalo pozadu. Tím také skončil poslední pokus krále Amauryho o dobytí Egypta.

## Smrt
V roce 1174 zemřel damašský vládce Núr ad-Dín a Amaury I. okamžitě oblehl město Banias, které mu muslimové dříve obsadili. Obléhání se však nedařilo a křižáci boj nakonec vzdali. Při cestě zpět král onemocněl a v Jeruzalémě, kde se o krále starali jeho evropští i místní lékaři, dostal i horečku. Avšak lékaři mu nedokázali pomoci a tak 11. července roku 1174 zemřel.